# Aprelevka
Aprelevka (ru. Апре́левка) este un oraș din Regiunea Moscova, Federația Rusă și are o populație de 18.357 locuitori.